# Cognin
Cognin este o comună în departamentul Savoie din sud-estul Franței. În 2009 avea o populație de 5.943 de locuitori.

## Evoluția populației
| An        | 1975  | 1982  | 1990  | 1999  | 2006  | 2009  |
| --------- | ----- | ----- | ----- | ----- | ----- | ----- |
| Populație | 5.397 | 6.085 | 5.779 | 5.900 | 5.874 | 5.943 |